# ادبیات سغدی
ادبیات سغدی به نوشته‌ها و روایات شفاهی به زبان سغدی گفته می‌شود. به زبان سغدی در ایالت قدیم سخن گفته می‌شد که مهم‌ترین شهرهای آن سمرقند و بخارا بوده‌است. علاوه بر این ایالت علاوه بر ایالت سغد، زبان سغدی در نواحی درگیر مانند واحه‌های تورفان در ترکستان شرقی به عنوان زبان مراودات تجاری و فرهنگی و زبان اداری و تألیف و تصنیف رواج داشته‌است. از کتیبه بوگوت در مغولستان، که متعلق به اندک زمانی پس از ۵۸۱ میلادی است، چنین برمی‌آید که زبان سغدی زبان رسمی نخستین امپراتوری ترکان بوده‌است. این زبان نه تنها در سکه‌های حکمران‌های سغد، بلکه در اسناد رسمی و نامه‌ها نیز به کار می‌رفت و در آسیای میانه به عنوان زبان میانجی از قرن ششم تا دهم میلادی (چهارم هجری) معمول بود. با گسترش زبان فارسی در آسیای میانه از حدود قرن چهارم هجری، سغدی به تدریج از اهمیت افتاد. با این همه، به عنوان زبان تکلم تا حمله مغول در قرن هفتم هجری همچنان به حیات خود ادامه داد. بازمانده‌ای از این زبان اکنون در دره رودخانه زرفشان در شمال کوه یغناب (در جمهوری تاجیکستان) متداول است. آثار سغدی را بر حسب موضوع، می‌توان به دو دسته عمده دینی و غیردینی تقسیم کرده.

## دینی
این آثار متعلق به پیروان ادیان بودایی و مسیحی و مانوی است و همه آن‌ها در اوایل قرن بیستم میلادی در نواحی تورفان و تون هوانگ، در جنوب شرقی تورفان، در ترکستان چین، که پیروان این ادیان در آنجا مستقر شده بودند، به دست آمده است.

### بودایی
اصطلاحات به کار رفته به خوبی نشان می‌دهد که این آثار به‌دست آمده پیشتر از اصل سنسکریت یا چینی به سغدی ترجمه شده‌است و تعیین هویت و تطبیق بسیاری از آن‌ها با اصل، تا کنون انجام گرفته‌است. بسیاری از این آثار به شیوه سوتْرَ های هندی نوشته شده‌است و بعضی نیز ترجمه‌های جاتَکَ‌ ها (داستان زندگی بودا) و اَوَدانَ‌ ها (مقوله‌ای از داستان‌های روایی هند) هستند.
از مهم‌ترین آثار سغدی بودایی می‌توان از دو کتاب وسنتره جاتَکَ (داستان تولد بودا) و سوترَیِ علت و معلول نام برد. رساله‌های دیگر در مجموعه‌های آثار سغدی بودایی به چاپ رسیده است. مفصل‌ترین آن‌ها متون سغدی محفوظ در کتابخنه ملی پاریس است. در این مجموعه علاوه بر متون خاص بودایی، متن‌هایی نیز که اختصاصاً جنبه دینی ندارند، مانند متون پزشکی، طلسم باران و بعضی اندرزها و سخنان حکیمانه نیز آمده است، قطعه‌ای که از داستان رستم در این مجموعه آمده، از نظر ادبیات فارسی اهمیت ویژه‌ای دارد.

### مسیحی
نوشته‌های سعدی مسیحی بیشتر در بولاییق در شمال تورفان کشف گردیده است. این آثار بیشتر از سُریانی (زبان دینی مسیحی‌های نسطوری آسیای میانه) ترجمه شده‌است و در مواردی، متن سغدی همراه متن سریانی است. در مواردی نیز متن از زبان پارتی و احتمالاً از فارسی میانه مانوی ترجمه شده‌است. متون سغدی مسیحی شامل ترجمه بخش‌هایی از کتاب مقدس (دانیال، متی، لوقا و یوحنا)، اعمال قدیسان (مانند بارشبا و جرجیس/جرج قدیس)، مقاتل یا اعمال شهدای مسیحی (مانند اعمال پیثیون معاصر یزدگرد دوم ساسانی که در آن شرح داده شده‌است که چگونه وی توانسته است دختری به نان اناهید و پدرش آدُرهرمزد را که موبد بوده، مسیحی کند و سرانجام هر سه شهید شده‌اند؛ شهدای زمان شاپور دوم)، موعظه‌ها و تفسیرها، مزامیر، مجموعه‌ای از چیستان‌ها و غیره است. آثار سغدی مسیحی به گونه‌ای از خط سریانی سطرنجیلی نوشته شده‌است. مسیحی‌های سغدی‌زبان گاه آثار خود را به خط سغدی نیز نوشته‌اند.

### مانوی
هیچ متن کاملی به زبان سغدی مانوی بر جای نمانده است. آنچه به دست آمده، قطعه‌هایی از متون گوناگون است. از کتاب‌های هفتگانه اصلی مانوی‌ها، تنها قطعاتی از کتاب غولان و قطعه‌های کوتاهی از نامه‌ها در دست است.
مهم‌ترین آثار سغدی مانوی عبارتند از توبه‌نامه‌ها، سرودهای کوچک و بزرگ، سرگذشت دین، تکوین عالم، داستان‌ها و تمثیل‌ها، واژه‌نامه و فهرست لغت‌ها و فهرست نام ملت‌ها و جدول‌های تقویمی و غیره. متون مانوی به خط خاص مانوی‌ها نوشته شده‌است..
علاوه بر این آثار، بعضی جمله‌ها و لغت‌های سغدی نیز در کتاب‌های عربی مانند آثار بیرونی (آثارالباقیه، سیدنه و الجماهر) و فارابی ضبط شده‌است.

## غیر دینی
آثار غیر دینی سغدی مشتمل بر نوشته‌های روی سکه‌های، اشیاء سیمین، منسوجات، چرم، سفالینه‌ها و سنگ‌های گران‌بها است. قدیمی‌ترین سکه‌های سغدی متعلق به قرن دوم میلادی است و جدیدترین آن‌ها از دوران حکومت غورَک (۷۱۱ تا ۷۳۸ م) فرمانروای سمرقند است که در ناحیه پنجکت (جمهوری تاجیکستان) به دست آمده‌اند.
نامه‌های قدیمی سغدی
این مجموعه، که شامل پنج نامه کل و چند قطعه ناقص است، در یک برج نگهبانی متعلق به دیوار چین در غرب تون-هوانگ به دست آمده و احتمالاً به اوایل قرن چهارم میلادی تعلق دارد. این اسناد، قدیمی‌ترین آثار مفصل سغدی است و علاوه بر اهمیت زبان‌شناسی، از جهت دربرداشتن اشاره‌هایی به حوادث تاریخی و پی بردن به چگونگی نامه‌نویسی نیز مهم به‌شمار می‌رود.
آثار مکشوفه در سند علیا
در کاوش‌های مشترک آلمانی-پاکستانی بین سال‌های ۱۹۷۹ تا ۱۹۸۸ در نواحی میان دهکده شاتیال و شهر چیلاس و در هونزا در دره سند علیا (شمال پاکستان) بیش از ۶۷۰ سنگ‌نوشته کوچک به زبان‌های ایرانی میانه کشف گردید که بیشتر آن‌ها کتیبه‌های سغدی است. این کتیبه‌ها، همه از قرن چهارم میلادی هستند و از نظر دربرداشتن نام‌های خاص، مهم به‌شمار می‌روند.
کتیبه بوگوت
این کتیبه، در سال ۱۹۵۶ در غرب بوگوت در مغولستان کشف گردید، بر سه طرف سنگ مزار قائمی نگاشته شده و جمعاً دارای ۲۹ سطر است و در طرف چهارم سنگ کتیبه‌ای به سنسکریت (به خط براهمی) نگاشته شده‌است. این کتیبه مربوط به کوتاه زمانی س از ۵۸۱ میلادی است و از جهت برداشتن اطلاعاتی دربارهٔ تاریخ فرمانروایی ترک‌ها، دارای اهمیت است.
کتیبه افراسیاب
در سال ۱۹۶۵، در خرابه‌های افراسیاب در شمال سمرقند کنونی (جمهوری ازبکستان) به همراه نقش و نگاره‌های روی دیوار حدود ۱۰ کتبه سغدی کشف گردید. کتیبه‌ها در شرح نقوش روی دیوارها است. بر یکی از دیوارها یک کتیبه ۱۶ سطری وجود دارد که در آن شرح بار یافتن فرستاده چغانیان به حضور فرمانروای سمرقند به نام وَرهومن آمده است و پس از آن سخن از فرستاده چاچی است، این کتیبه‌ها متعلق به اواخر قرن هفتم و اوایل قرن هشتم میلادی است.
کتیبه‌های پنجکنت
کتیبه‌های کوچکی در پنجکت (تاجیکستان) بر روی ظروف سفالین، استخوان و ظروف سنگی به دست آمده است که به اواخر قرن هفتم و اوایل قرن هشتم تعلق دارند. از میان این آثار، یک قطعه سفال نوشته شش سطری از اهمیت بیشتری برخوردار است. این نوشته مشتمل بر فهرست الفبای سغدی، نام کاتب آن (درواسپ)  و حاکمی که دستور تهیه آن را داده است (کوَی‌فَرن)، است.
کتیبه‌هایی که بر روی چوب متعلق به قصر هُجره در شمال اُسروشنه (تاجیکستان) به دست است، نیز متعلق به اواخر قرن هشتم میلادی است.
آثار کوه مُغ
در ۱۹۳۲ در خرابه نمای دژی در کوه مغ در شمال تاجیکستان ۷۴ فقره سند متعلق به بایگانی دیواشتیج، آخرین فرمانروای سغد به دست آمد. وی به دنبال حمله اعراب به قلمرو فرمانروایی خود، به آن دژ کوهستانی پناهنده شده بود. این اسناد، که روی چرم و کاغذ و پوست نوشته شده، مشتمل بر نامه‌های اداری، اسناد مالی، یادداشت‌ها و دستورهای اداری و یک قباله ازدواج است.
این آثار از نظر پی بردن به شرایط و اقتصادی ناحیه سغد در اوایل هشتم میلادی اهمیت بسیار دارد. همچنین نامه‌های به دست آمده ما را با طرز نامه نگاری آن زمان آشنا می‌کند. علاوه بر این، این اسناد از جهت دربرداشتن نام‌های خاص و القاب و نیز اعلام جغرافیایی حائز اهمیت است. در میان این اسناد، یک قطعه نیز به زبان و خط عربی است.
کتیبه لادَک
کتیبه‌ای کوتاه در ۹ سطر در لادَک در تَبَت، جنوب غربی جامو-کشمیر، در دست است که احتمالاً متعلق به ۸۴۱-۸۴۲ میادی است و باید آن را از نوع کتیبه‌های یادبودی به‌شمار آورند. در این کتیبه آمده است که مردی سمرقندی به نام نوش‌فَرن که به عنوان فرستاده راهی دربار خاقان ثبت است، به ناحیه لادک رسیده است. کتیبه با ذکر سال (۲۱۰ احتمالاً یزگردی) شروع می‌شود.
کتیبه قره‌بلگسون
این کتیبه سه زبانه (سغدی، چینی و ایغوری) در قره‌بلگسون، پایتخت تابستانی شاهان اویغوری در ساحل رودخانه ارخون در مغولستان به دست آمده و متعلق به تاریخی بین ۸۰۸ تا ۸۲۱ میلادی است. این کتیبه را خاقان اویغور به مناسبت گرویدن به مانویت برپا داشته‌است.
کتیبه‌های قرقیزستان
کتیبه‌هایی در جمهوری قرقیزستان که بر روی صخره با سنگ به دستور فرمانروایان ترک قره‌خانی نگاشته شده به دست آمده است و باید آن‌ها را از نوع کتیبه‌های یادبودی به‌شمار آورد. بعضی از آن‌ها با ذکر تاریخ (به احتمال قوی یزدگردی) شروع می‌شود، این کتیبه‌ها از قرن ۹ تا ۱۱ میلادی هستند.

## لاتین
1. ↑  Bugut
2. ↑  Lingua franca
3. ↑  Sutra
4. ↑  Jātaka
5. ↑  Avadāna
6. ↑  Shatial
7. ↑  Chilas
8. ↑  Hanza
9. ↑  Varhuman
10. ↑  Druvāsp
11. ↑  Kavifarn
12. ↑  Ladakh
13. ↑  Nōšfarn
14. ↑  Karabalhasun
15. ↑  Orkhon